# پازل (گروه موسیقی)
پازل یا گروه پازل شناخته شده با نام پازل بند یک گروه موسیقی الکترونیک ایرانی، تشکیل شده از علی رهبری و آرین بهاری است . در ابتدا این گروه سه نفره بود و علی رهبری و آرین بهاری و مهران عباسی آن را تشکیل می دادند که در ادامه مهران عباسی از این گروه جدا شد . این گروه فعالیت خود را از آبان‌ماه سال ۱۳۹۰ شروع کرد. پازل بند در سال ۱۳۹۵ به اوج شهرت رسید با آهنگسازی و تنظیم خوانندگان مختلف و اولین آلبوم به نام «قایق کاغذی» خود را منتشر کرده‌است و در تابستان ۱۳۹۶ موفق به اجرای کنسرت شده‌است. این گروه معمولاً با خلق برخی جلوه‌های ویژه نمایشی بر روی صحنه کنسرت می‌رود.

## فعالیت‌ها
در کارنامهٔ کاری گروه پازل تاکنون تنظیم‌هایی برای مرتضی پاشایی، مهرزاد امیرخانی، محسن یگانه، مهدی احمدوند، میثم ابراهیمی، فرزاد فرزین، رضا صادقی، حمید هیراد، ماکان بند، محمدرضا گلزار، علی لهراسبی، بردیا بهادر، آصف آریا ، رضا بهرام، کسری زاهدی، رستان، مهدی جهانی، محمد علیزاده و … مشاهده می‌شود.
اولین آهنگ مستقل آن‌ها با صدای علی رهبری ۲۱ دی ۱۳۹۰ منتشر شد که «برگرد باز اینجا» نام داشت. در ادامه «بارونای نم نم» و «نگم برات» دو قطعه پازل بند بود. «حمید هیراد» هنرمند دیگر است که همصدایی او پازل بند در قطعه «بی تاب» نیز به چشم می‌خورد. همکاری آن‌ها در قطعه «دلارام» و «معشوقه» هم ادامه پیدا کرد . پازل بند در قطعه «نارنجی» با میثم ابراهیمی و در قطعه «هزار و یک شب» با آصف آریا و در قطعه «مو قرمز» با بردیا بهادر همخوانی داشته .
از تنظیم‌های شاخص این گروه می‌توان به تنظیم برخی قطعات آلبوم یکی هست مرتضی پاشایی و در آلبوم تگرگ میثم ابراهیمی،و آلبوم از این ساعت مهدی احمدوند اشاره کرد.
علی رهبری و آرین بهاری سابقه بازیگری در سینما دارند. این دو نفر در فیلم موزیکال گل به خودی نقش آفرینی کرده‌اند. همچنین علی رهبری در فیلم سیاه باز بازی کرده‌است.
همچنین این گروه در برنامه‌های مختلف تلویزیون چون دورهمی، کودک شو، فرمول یک (به همراه حمید هیراد) و خندوانه به اجرای برنامه پرداخته‌اند. حمید هیراد در کنسرت ۶ مرداد ۱۳۹۶ پازل به عنوان همخوان شرکت داشته‌است. این گروه در جشنواره موسیقی فجر سال ۱۳۹۶ اجرای کنسرت داشته‌است.
حضور در برنامه شب آهنگی با اجرای حامد آهنگی

## اعضای گروه

### علی رهبری
علی رهبری در ۹ تیرماه سال ۱۳۶۲ از خانواده دامغانی در امیرآباد شمالی تهران به دنیا آمد؛ و فعالیت خود را به صورت جدی از سال ۱۳۷۵ آغاز کرد زمانی که ۱۸ سال داشت. او ابتدا موسیقی را به صورت آکادمیک نزد افرادی چون لقای حقی، علی فخاریان آموخت؛ و در ادامه ساز پیانو را نزد افرادی چون مرادیان، ناصحی و امیر حسین بروشکی فراگرفت. بعد از مدتی، شروع به فراگیری سازهای الکترونیک و نرم‌افزارهای موسیقی کرد. علی رهبری پس از اجراهای زنده و کنسرت‌هایی و پس از گذراندن مراحل اخذ مجوز استودیو شروع به ساخت و تنظیم کارهای خود در استودیوی نوبل رکورد نمود و شروع به جمع‌آوری آلبوم اول خود نمود. وی در حال حاضر او خواننده و آهنگساز گروه پازل است و در استودیوی پازل بند به همراه آرین بهاری مشغول به ادامه فعالیت خود در موسیقی می‌باشد.

### آرین بهاری
آرین بهاری متولد ۲۹ مرداد ماه سال ۱۳۷۰ است و از سال ۱۳۸۸ فعالیت موسیقایی خود را آغاز کرد. وی در ابتدای فعالیت خود بدون مجوز رسمی از وزارت فرهنگ و ارشاد اسلامی کار می‌کرد تا زمانی که با همکاری علی رهبری و مهران عباسی گروه پازل را تشکیل دادند. در حال حاضر او تنظیم‌کننده گروه پازل است که در کارنامه خود تنظیم‌های و ریمیکسهای بسیاری خارج از حیطه گروه خود را بر عهده داشته‌است. همچنین او از آهنگ‌های «صاف و ساده و ببینیم همو» به جمع خوانندگان پازل بند اضافه شده‌است. یکی از کارهای او این است که ملودی و ریمیکس‌های خود از قطعات پازل بند را در کنسرت‌های این گروه پخش می‌کند.

## ترانه‌شناسی
تاکنون یک آلبوم غیررسمی و یک آلبوم رسمی و ۷۸ تک‌آهنگ به صورت رسمی از این گروه منتشر شده‌است:

### آلبوم‌ها

#### عیدانه[۱۳]
این آلبوم در نوروز ۱۳۹۵ به‌طور غیررسمی توسط گروه پازل در اینترنت منتشر شد. در این آلبوم نسخهٔ جدیدی از ۵ آهنگ‌ قدیمی و معروف پازل خوانده شد.
| شماره | نام قطعه  | ترانه سرا       | آهنگساز                | تنظیم کننده |
| ----- | --------- | --------------- | ---------------------- | ----------- |
| ۱     | دوسش دارم | مهرزاد امیرخانی | مرتضی پاشایی           | پازل بند    |
| ۲     | نمی مونه  | محسن یگانه      | محسن یگانه             | پازل بند    |
| ۳     | هم نفس    | نوید جمهور      | علی رهبری              | پازل بند    |
| ۴     | قلب عاشق  | مهرزاد امیرخانی | علی رهبری              | پازل بند    |
| ۵     | اشتباهی   | نوید جمهور      | نوید جمهور - علی رهبری | پازل بند    |

#### قایق کاغذی[۱۴]
آلبوم قایق کاغذی نخستین آلبوم رسمی پازل بند است که در حضور هنرمندان رونمایی شد. اعضای پازل بند به صورت زنده و با همراهی ارکستر شان، چند قطعه ای را به صورت زنده اجرا کردند.
| شماره | نام قطعه       | ترانه سرا       | آهنگساز     | تنظیم کننده |
| ----- | -------------- | --------------- | ----------- | ----------- |
| ۱     | کم کم          | مهرزاد امیرخانی | علی رهبری   | آرین بهاری  |
| ۲     | اصلا دلم خواست | مهرزاد امیرخانی | علی رهبری   | آرین بهاری  |
| ۳     | قایق کاغذی     | بابک بابایی     | بابک بابایی | آرین بهاری  |
| ۴     | گریه چیه       | مهرزاد امیرخانی | علی رهبری   | آرین بهاری  |
| ۵     | قرار نیست      | امین گلزاری     | علی رهبری   | آرین بهاری  |
| ۶     | جاده           | بابک بابایی     | علی رهبری   | آرین بهاری  |
| ۷     | دست عاشق       | علی بحرینی      | علی رهبری   | آرین بهاری  |
| ۸     | چرا رفتی       | مهرزاد امیرخانی | علی رهبری   | آرین بهاری  |
| ۹     | خستم           | مهرزاد امیرخانی | علی رهبری   | آرین بهاری  |
| ۱۰    | چی سرت اومد    | مهرزاد امیرخانی | علی رهبری   | آرین بهاری  |
| ۱۱    | وابسته         | امین گلزاری     | علی رهبری   | آرین بهاری  |
| ۱۲    | حقم اینه       | علی بحرینی      | علی رهبری   | آرین بهاری  |

### تک‌آهنگ‌ها
| تاریخ انتشار     | نام آهنگ                           | ترانه سرا                                                | آهنگساز                                                  | تنظیم کننده |
| ---------------- | ---------------------------------- | -------------------------------------------------------- | -------------------------------------------------------- | ----------- |
| ۲۱ دی ۱۳۹۰       | برگرد باز اینجا                    | مهرزاد امیرخانی                                          | پازل بند                                                 | پازل بند    |
| ۵ بهمن ۱۳۹۰      | بازم میخوامت                       | فرهاد جهانی                                              | پازل بند                                                 | پازل بند    |
| ۱۲ بهمن ۱۳۹۰     | اشتباهی                            | نوید جمهور                                               | نوید جمهور - علی رهبری                                   | پازل بند    |
| ۲۱ بهمن ۱۳۹۰     | قلب عاشق                           | مهرزاد امیرخانی                                          | پازل بند                                                 | پازل بند    |
| ۱ اسفند ۱۳۹۰     | هم نفس                             | نوید جمهور                                               | علی رهبری                                                | پازل بند    |
| ۲۵ اسفند ۱۳۹۰    | دوسش دارم                          | مهرزاد امیرخانی                                          | مرتضی پاشایی                                             | پازل بند    |
| ۳۰ شهریور ۱۳۹۱   | بگو که میمونی                      | پازل بند                                                 | پازل بند                                                 | پازل بند    |
| ۶ مهر ۱۳۹۱       | نمی مونه                           | محسن یگانه                                               | محسن یگانه                                               | پازل بند    |
| ۳۰ مهر ۱۳۹۱      | ترانه محبت                         | محمد عظیمی                                               | پازل بند                                                 | پازل بند    |
| ۱۴ آبان ۱۳۹۱     | خودتو به اون راه نزن               | پازل بند                                                 | پازل بند                                                 | پازل بند    |
| ۱۹ آبان ۱۳۹۱     | کی توی دلت اومد                    | علی بحرینی                                               | پازل بند                                                 | پازل بند    |
| ۲۲ فروردین ۱۳۹۲  | من می دونم                         | نوید جمهور                                               | نوید جمهور و پازل بند                                    | پازل بند    |
| ۳۰ فروردین ۱۳۹۲  | میرم                               | هادی زینتی                                               | پازل بند                                                 | پازل بند    |
| ۱ خرداد ۱۳۹۲     | تو روبرومی                         | مهرزاد امیرخانی                                          | پازل بند                                                 | پازل بند    |
| ۳۰ خرداد ۱۳۹۲    | دلیل پیشرفت منی                    | ساسان شاه محمدی                                          | پازل بند                                                 | پازل بند    |
| ۱۶ مهر ۱۳۹۲      | نگرانتم                            | ساسان شاه محمدی                                          | پازل بند                                                 | پازل بند    |
| ۱ آبان ۱۳۹۲      | برگرد                              | مهسا علیپور                                              | پازل بند                                                 | پازل بند    |
| ۱۷ آذر ۱۳۹۲      | قول بده                            | هادی زینتی                                               | پازل بند                                                 | پازل بند    |
| ۲۸ اسفند ۱۳۹۲    | اولین باره                         | هادی زینتی                                               | پازل بند                                                 | پازل بند    |
| ۲۴ فروردین ۱۳۹۳  | از خودت برام بگو                   | هادی زینتی                                               | پازل بند                                                 | پازل بند    |
| ۲۰ اردیبهشت ۱۳۹۳ | بدم اومده                          | مهرزاد امیرخانی                                          | پازل بند                                                 | پازل بند    |
| ۲۷ خرداد ۱۳۹۳    | آخرش رسید                          | مهرزاد امیرخانی                                          | پازل بند                                                 | پازل بند    |
| ۷ مرداد ۱۳۹۳     | گریه چیه                           | مهرزاد امیرخانی                                          | پازل بند                                                 | پازل بند    |
| ۱۷ شهریور ۱۳۹۳   | فرشته                              | مهرزاد امیرخانی                                          | پازل بند                                                 | پازل بند    |
| ۱۹ مهر ۱۳۹۳      | خاطره بچگی                         | مهرزاد امیرخانی                                          | پازل بند                                                 | پازل بند    |
| ۲۳ دی ۱۳۹۳       | یه صدا                             | مهرزاد امیرخانی                                          | پازل بند                                                 | پازل بند    |
| ۱۸ اسفند ۱۳۹۳    | لحظه به لحظه                       | مهرزاد امیرخانی                                          | پازل بند                                                 | پازل بند    |
| ۱۷ فروردین ۱۳۹۴  | بارونای نم نم                      | مهرزاد امیرخانی                                          | پازل بند - فرشید ادهمی                                   | پازل بند    |
| ۱۵ اردیبهشت ۱۳۹۴ | نارنجی (همخوانی با میثم ابراهیمی)  | مهرزاد امیرخانی                                          | پازل بند                                                 | پازل بند    |
| ۲۳ خرداد ۱۳۹۴    | چشم چشم                            | مهرزاد امیرخانی                                          | پازل بند                                                 | پازل بند    |
| ۱۱ تیر ۱۳۹۴      | میخندم                             | مهرزاد امیرخانی                                          | پازل بند - فرشید ادهمی                                   | پازل بند    |
| ۱۴ شهریور ۱۳۹۴   | چی میشه                            | علی بحرینی                                               | پازل بند                                                 | پازل بند    |
| ۲۰ بهمن ۱۳۹۴     | دریا                               | مهرزاد امیرخانی                                          | پازل بند                                                 | پازل بند    |
| ۲۸ اردیبهشت ۱۳۹۵ | یکی تو قلبمه                       | بابک بابایی                                              | پازل بند                                                 | پازل بند    |
| ۴ مرداد ۱۳۹۵     | کم کم                              | مهرزاد امیرخانی                                          | علی رهبری                                                | آرین بهاری  |
| ۲۰ شهریور ۱۳۹۵   | جاده                               | بابک بابایی                                              | علی رهبری                                                | آرین بهاری  |
| ۱۶ مهر ۱۳۹۵      | یادم نرفته                         | مهرزاد امیرخانی                                          | علی رهبری                                                | آرین بهاری  |
| ۱۵ آذر ۱۳۹۵      | نگم برات                           | نیما معین - علی بحرینی                                   | نیما معین - علی رهبری                                    | آرین بهاری  |
| ۱ بهمن ۱۳۹۵      | دنیامیا                            | نیما معین                                                | علی رهبری                                                | آرین بهاری  |
| ۷ بهمن ۱۳۹۵      | خدا به همرات                       | بابک بابایی                                              | علی رهبری                                                | آرین بهاری  |
| ۶ اسفند ۱۳۹۵     | به سرم زده                         | بابک بابایی                                              | علی رهبری                                                | آرین بهاری  |
| ۱۸ اسفند ۱۳۹۵    | بی تاب (همخوانی با حمید هیراد)     | حمید هیراد                                               | حمید هیراد - علی رهبری                                   | آرین بهاری  |
| ۴ خرداد ۱۳۹۶     | به شرطی که                         | حامد رجبی - مسعود محمدی                                  | پازل بند                                                 | آرین بهاری  |
| ۹ تیر ۱۳۹۶       | دلارام (همخوانی با حمید هیراد)     | حمید هیراد                                               | علی رهبری                                                | آرین بهاری  |
| ۲۷ تیر ۱۳۹۶      | معشوقه (همخوانی با حمید هیراد)     | حمید هیراد                                               | علی رهبری                                                | آرین بهاری  |
| ۵ شهریور ۱۳۹۶    | کار دادی دستم                      | آصف بایرام زاده                                          | آصف بایرام زاده                                          | پازل بند    |
| ۲ آذر ۱۳۹۶       | دلداده                             | حمید هیراد                                               | حمید هیراد                                               | پازل بند    |
| ۵ بهمن ۱۳۹۶      | هستی                               | حمید هیراد                                               | حمید هیراد - پازل بند                                    | پازل بند    |
| ۱۹ اسفند ۱۳۹۶    | محشر                               | نیلوفر منصوری                                            | نیلوفر منصوری                                            | پازل بند    |
| ۱۱ خرداد ۱۳۹۷    | داستان                             | محمد بیرانوند                                            | عماد طغرایی                                              | پازل بند    |
| ۹ تیر ۱۳۹۷       | مغرور و عاشق                       | بابک بابایی                                              | پازل بند - عماد طغرایی                                   | پازل بند    |
| ۱۷ مرداد ۱۳۹۷    | صاف و ساده                         | بابک بابایی                                              | پازل بند - بابک بابایی                                   | پازل بند    |
| ۴ آذر ۱۳۹۷       | دمتم گرم                           | نیما معین                                                | نیما معین - پازل بند                                     | پازل بند    |
| ۱۵ خرداد ۱۳۹۸    | دنیام شدی رفت                      | بردیا بهادر                                              | بردیا بهادر                                              | پازل بند    |
| ۸ مرداد ۱۳۹۸     | ببینیم همو                         | هادی زینتی                                               | عماد طغرایی - هادی زینتی                                 | پازل بند    |
| ۱۱ آذر ۱۳۹۸      | مثه همیم                           | هادی زینتی                                               | عماد طغرایی                                              | پازل بند    |
| ۲۹ دی ۱۳۹۸       | حریص                               | بردیا بهادر                                              | بردیا بهادر                                              | پازل بند    |
| ۲۰ بهمن ۱۳۹۸     | هزار و یک شب (همخوانی با آصف آریا) | آصف آریا                                                 | آصف آریا                                                 | پازل بند    |
| ۱۳ اسفند ۱۳۹۸    | کوتاه بیا                          | سهراب ستاری                                              | سهراب ستاری                                              | پازل بند    |
| ۹ اردیبهشت ۱۳۹۹  | مو قرمز (همخوانی با بردیا بهادر)   | بردیا بهادر                                              | بردیا بهادر                                              | پازل بند    |
| ۶ مهر ۱۳۹۹       | سونامی                             | بردیا بهادر                                              | بردیا بهادر                                              | پازل بند    |
| ۲۹ بهمن ۱۳۹۹     | قاصدک                              | بردیا بهادر                                              | بردیا بهادر                                              | پازل بند    |
| ۱۰ تیر ۱۴۰۰      | روزای بهتر                         | هادی زینتی                                               | هادی زینتی                                               | پازل بند    |
| ۱۰ تیر ۱۴۰۰      | کوه یخ                             | بردیا بهادر                                              | بردیا بهادر                                              | پازل بند    |
| ۱۳ مهر ۱۴۰۰      | سنگ کاغذ قیچی                      | هادی زینتی                                               | هادی زینتی                                               | پازل بند    |
| ۲۱ آبان ۱۴۰۰     | صد بار                             | امین رضا                                                 | امین رضا                                                 | پازل بند    |
| ۱۶ آذر ۱۴۰۰      | دلخوشی                             | محمد بیرانوند                                            | محمد بیرانوند                                            | پازل بند    |
| ۲۶ خرداد ۱۴۰۱    | شب نشین                            | علی رهبری و محمد ناصری و امیر بامداد و آرشا رادین و آرشا | علی رهبری و محمد ناصری و امیر بامداد و آرشا رادین و آرشا | پازل بند    |
| ۱۲ بهمن ۱۴۰۱     | رفاقت                              | پازل بند                                                 | پازل بند                                                 | پازل بند    |
| ۸ اسفند ۱۴۰۱     | دو دوتا چهارتا                     | آصف آریا                                                 | آصف آریا                                                 | پازل بند    |
| ۲۸ اسفند ۱۴۰۱    | جواهرده                            | یونا یوسف - علی رهبری - محمد ناصری                       | یونا یوسف - علی رهبری - محمد ناصری                       | پازل بند    |
| ۳۱ اردیبهشت ۱۴۰۲ | تقصیر منه                          | بابک بابایی                                              | بابک بابایی                                              | پازل بند    |
| ۳۱ خرداد ۱۴۰۲    | فقط خودت                           | بابک بابایی                                              | بابک بابایی                                              | پازل بند    |
| ۲۹ مرداد ۱۴۰۲    | حق داره                            | بابک بابایی                                              | بابک بابایی                                              | پازل بند    |
| ۹ مهر ۱۴۰۲       | سوگلی                              | پازل بند - امیر بامداد - محمد ناصری                      | پازل بند - امیر بامداد - محمد ناصری                      | پازل بند    |
| ۱۴ اسفند ۱۴۰۲    | دلم میخواد                         | مهرزاد امیرخانی                                          | پازل بند                                                 | پازل بند    |
| ۲۴ بهمن ۱۴۰۲     | من و تو                            | مهرزاد امیرخانی                                          | عماد طغرایی - پازل بند                                   | پازل بند    |
| ۲۲ اسفند ۱۴۰۲    | آدم و حوا                          | پازل بند                                                 | پازل بند                                                 | پازل بند    |
| ۱۰ فروردین ۱۴۰۴  | وقت پرواز                          | علی ثابت قدم                                             | علی رهبری                                                | آرین بهاری  |
| ۲۰ اردیبهشت ۱۴۰۴ | دونفره                             | آصف آریا                                                 | آصف آریا                                                 | پازل بند    |